# 武内鶴之助
武内 鶴之助（たけうち つるのすけ、1881年（明治14年）10月24日 - 1948年（昭和23年）8月23日）は、神奈川県出身の洋画家。浦和画家。日本におけるパステル画の草分けの一人。

## 人物
幼児から絵に親しみ、日露戦争に衛生兵として出征した時も、暇を見つけては絵を描いていた。渡英後「月光のアンバレー」はロイヤル・アカデミーに入賞し、外務大臣を務めたランズダウン卿に買い上げられた。滞英中にパステル画に出会い、帰国後本格的に手掛けるようになる。1924年（大正13年）浦和に移住し、浦和画家のひとりとなった。埼玉県立近代美術館に作品が所蔵されている。

## 経歴
- 1881年（明治14年） - 神奈川県横浜市に生まれる。
- 1906年（明治39年） - 25歳、白馬会研究所に入り学ぶ。
- 1909年（明治42年） - 28歳、横浜正金銀行ロンドン支店副支配人であった兄の金平を頼り渡英。ロンドン美術学校に入り、ブラングィンとスワンに師事し油絵を学んだ。
- 1910年（明治43年） - ロイヤル・アカデミーに「ウインブルドン公園」を出品し、初入選。第四回文展にもイギリスから「倫敦郊外の夕霧」を出品した。この頃三宅克己を知り後年まで親交を深めた。また、石橋和訓の紹介でアルフレッド・イーストに師事し、一時マンシントン学校でも学んだ。
- 1924年（大正13年） - 埼玉県浦和町に転居。浦和画家のひとりとなる。
- 1932年（昭和7年） - 交詢社で33点による個展を開催。
- 1948年（昭和23年）8月23日 - 66歳、脳溢血で倒れ死去。